# New Orleans Jazz Orchestra
Das New Orleans Jazz Orchestra (NOJO) ist eine 2002 gegründete Jazz-Bigband, hinter der eine gemeinnützige Non-Profit-Organisation steht. Die Formation umfasst 20 Musiker unter der künstlerischen Leitung von Adonis Rose (seit Gründung Schlagzeuger im NOJO), der 2017 die Nachfolge des zurückgetretenen Gründers Irvin Mayfield übernahm.

## Geschichte
Mayfield hatte das NOJO nach dem Vorbild des Lincoln Center Orchestra seines Freundes Wynton Marsalis gegründet und leitete es über ein Jahrzehnt erfolgreich. Als er zur kontroversen Figur aufgrund eines Streits um finanzielle Unregelmäßigkeiten wurde, trat er 2016 zurück. Er hatte unter anderem Gelder einer Büchereistiftung, der er vorstand, für den Bau des Jazz-Zentrums New Orleans Jazz Market abgezweigt (das die Heimstatt des NOJO wurde und nebenbei auch eine kleine Bücherei umfasst). Es kam zu einem Gerichtsverfahren, in dem er 2018 verurteilt wurde. Unter Mayfield tourte die Band außerhalb der USA unter anderem in Europa, Brasilien, Australien, Neuseeland und Südafrika.
Nach dem Rücktritt von Mayfield und seinem Geschäftspartner Ronald Markham pausierte das Orchester rund ein Jahr. Sein Nachfolger Rose lehrte teilweise an der University of Texas at Arlington und gründete nach dem Vorbild von NOJO das Fort Worth Jazz Orchestra, bevor er 2015 nach New Orleans zurückkehrte. Er veröffentlichte auch Alben unter eigenem Namen.
Zur Bigband gehören unter anderem der Pianist und Arrangeur Victor Atkins, der Saxophonist Ed „Sweetbread“ Petersen (beide auch Professoren an der University of New Orleans), der Posaunist und Sänger Michael Watson, der Saxophonist Ricardo Pascal, die Trompeter Leon „Kid Chocolate“ Brown und Ashlin Parker sowie (seit 2022) die Sängerin Gabrielle Cavassa.
Ziel ist auch die Unterstützung der Jazz-Infrastruktur in New Orleans, wo die Formation regelmäßige Konzerte veranstaltet im 2015 eröffneten New Orleans Jazz Market am Oretha Castle Haley Boulevard in Central City, ein Jazzveranstaltungs-Zentrum in New Orleans, das über einen Konzertraum mit 370 Sitzen verfügt.

## Veröffentlichungen
Bis 2021 legte The New Orleans Jazz Orchestra sechs Alben vor. Das dritte Album Book One (World Village 2009) der Band gewann 2010 den Grammy Award for Best Large Jazz Ensemble Album. 2015 erschien bei Okeh Records ihr Album Dee Dee’s Feathers mit Dee Dee Bridgewater; die Sängerin gehört auch zum künstlerischen Komitee um die NOJO ebenso wie Ellis Marsalis.

## Diskographie
- Irvin Mayfield with New Orleans Jazz Orchestra & Dillard University Concert Choir: Strange Fruit (Basin Street, 2005)
- Irvin Mayfield & New Orleans Jazz Orchestra: Book One (World Village, 2009)
- Dee Dee Bridgewater, Irvin Mayfield & New Orleans Jazz Orchestra: Dee Dee's Feathers (Okeh, 2015)[3]
- Irvin Mayfield & New Orleans Jazz Orchestra: Live at Newport (Basin Street, 2017)[4]
- Songs – The Music of Allen Toussaint (Storyville 2019)[1]
- Adonis Rose & the New Orleans Jazz Orchestra feat. Cyrille Aimée: Petite Fleur (Storyville 2021)